# I Wanna Love You Forever
I Wanna Love You Forever är den amerikanska popsångerskan Jessica Simpsons första singel och släpptes i oktober 1999. Singeln klättrade upp till plats nummer tre på Billboardlistan och blev Simpson's första Top 10 singel.

## Sången
"I Wanna Love You Forever" producerades av Louis Biancaniello och Sam Watters. Sången är en stark kärleksballad där Jessica sjunger om att vara hopplöst förälskad och ge upp allt för mannen hon älskar.

## Musikvideo
I sin debutvideo visade Jessica upp sig som en slags "anti-Britney" och hennes oskuldsfulla image skulle i stället dra till sig fans. Videon är inte alls lika dramatisk som sången, utan speglar en mer barnslig sida av Jessica. Man får se en fotograf ta bilder av Jessica framför ett flygplan, sedan förflyttar sig sångerskan till ett hav av solrosor, för att avsluta videon framför en skärm som visar ett blått hav.

## Framgång på hitlistorna
Det fanns självklart mycket press på Jessica, eftersom detta var hennes första singel. Låten hamnade på en tredje plats på Billboard Hot 100 och sålde platina många gånger om. Utomlands gick singeln precis lika bra, i både Storbritannien, Kanada och Australien hamnade sången på Top 5.

## Listor

### Amerikanska listor
| År   | Singel                     | Lista                                | Position      |
| ---- | -------------------------- | ------------------------------------ | ------------- |
| 1999 | "I Wanna Love You Forever" | Billboard Hot 100                    | #3            |
| 1999 | "I Wanna Love You Forever" | Billboard Hot 100 Singel försäljning | #1 (6 veckor) |
| 1999 | "I Wanna Love You Forever" | Billboard Hot 100 Airplay            | #20           |
| 1999 | "I Wanna Love You Forever" | Top 40 Tracks                        | #13           |
| 1999 | "I Wanna Love You Forever" | Top 40 Mainstream                    | #13           |
| 1999 | "I Wanna Love You Forever" | Rhythmic Top 40                      | #34           |
| 1999 | "I Wanna Love You Forever" | Adult Contemporary                   | #25           |

### Internationella listor
| År   | Singel                     | Lista                         | Position |
| ---- | -------------------------- | ----------------------------- | -------- |
| 1999 | "I Wanna Love You Forever" | Australian ARIA Singles Chart | #9       |
| 1999 | "I Wanna Love You Forever" | Austria Top 75                | #25      |
| 1999 | "I Wanna Love You Forever" | Canadian Singles Chart        | #9       |
| 1999 | "I Wanna Love You Forever" | Finland Top 20                | #12      |
| 1999 | "I Wanna Love You Forever" | Tyskland Top 100              | #27      |
| 1999 | "I Wanna Love You Forever" | Norge Top 20                  | #3       |
| 1999 | "I Wanna Love You Forever" | Sverige Top 60                | #5       |
| 1999 | "I Wanna Love You Forever" | Schweiz Top 100               | #7       |
| 1999 | "I Wanna Love You Forever" | UK Singles Chart              | #7       |